# Mala gradina (arheološko nalazište, Glavina Gornja)
Mala gradina (Ukradenova gradina) je arheološko nalazište u Glavini Gornjoj kod Imotski.

## Opis
Vrijeme nastanka od 2300. pr. Kr. do 1700. godine. Arheološko nalazište Mala (Ukradenova) gradina nalazi se sjeverno od zaseoka Ukradenâ. Riječ je o višeslojnom nalazištu koji ima dvije faze razvoja. Prvu fazu predstavlja prapovijesna gradina smještena na vrhu brda. S tjemena brda prema polju otvara se potkovasto oblikovan suhozidni bedem djelomično zazidan četvrtastim blokovima-megalitima. Plato gradine dimenzija je oko 60 x 50 m. Iako nije provedeno arheološko istraživanje, s obzirom na materijal pronađen na površini gradine moguće je datirati u brončano i željezno doba. U kasnom srednjem vijeku oko gomila formira se nekropola s nadgrobnim križinama. Do danas je sačuvan jedan grob s križinom te nekoliko grobova bez oznake.

## Zaštita
Pod oznakom Z-6322 zavedena je kao nepokretno kulturno dobro - pojedinačno, pravna statusa zaštićena kulturnog dobra, klasificirano kao "arheološka baština".